# Loi de Yerkes et Dodson
 (octobre 2014).
Si vous disposez d'ouvrages ou d'articles de référence ou si vous connaissez des sites web de qualité traitant du thème abordé ici, merci de compléter l'article en donnant les références utiles à sa vérifiabilité et en les liant à la section « Notes et références ».
La loi de Yerkes et Dodson est une relation empirique entre le niveau d’éveil ou d'excitation et la performance cognitive.

## Description
Développée en 1908 par les psychologues Robert Yerkes et John Dilligham Dodson (puis complétée par James A. Easterbrook en 1959 et Richard L. Sjöberg en 1968), cette loi dit que le niveau de performance varie avec le niveau d'éveil et qu'il serait optimal à un niveau d'éveil moyen : quand le niveau d'éveil est trop haut ou trop bas, la performance est affectée. Le processus est souvent illustré par une courbe en cloche.

## Niveau d'éveil
Les recherches ont démontré que des tâches différentes requièrent différents niveaux d'éveil pour une performance optimale ; par exemple, les tâches demandant un effort intellectuel ou les tâches difficiles peuvent demander un bas niveau d'éveil (afin de faciliter la concentration, au contraire des tâches physiques qui peuvent être mieux réalisées dans un état d'excitation important).
Selon les tâches et les personnes, la courbe peut être différente : pour les tâches automatiques ou simples, la performance augmente avec l'état d'éveil, et inversement pour ce qui concerne les tâches complexes.
Cette différence entre la difficulté des tâches a amené l'hypothèse d'un double processus : la première partie de la courbe peut être due à l'effet énergisant de l'éveil, tandis que la deuxième partie serait due à l'effet stressant de l'éveil sur la performance cognitive (trouble la mémoire et l'attention).

Les données originelles dont a été tirée la loi de Yerkes et Dodson.

Loi de Yerkes et Dodson.

Version Hebbian de la loi de Yerkes et Dodson (cette version n'inclut pas le fait que l'hyper-excitation n'a pas d'impact sur les tâches simples). Version la plus courante, elle est régulièrement citée incorrectement dans les manuels.

## Relation avec les glucocorticoïdes
En 2007, une synthèse de la littérature scientifique par Lupien et al. sur les effets des hormones du stress et de la cognition révèlent que la performance de la mémoire s'oppose au niveau de circulation des glucocorticoïdes[Quoi ?] : la courbe obtenue ressemble à celle de Yerkes et Dodson.
Par exemple, le processus de construction de la mémoire à long terme est optimum quand le niveau des glucocorticoïdes est bas.
Cela a permis de réévaluer comment une situation peut générer la réponse au stress : si elle est nouvelle, imprédictible, non contrôlable par l'individu ou encore si la situation est considérée comme négative socialement.